# Terremoto de Mikawa de 1945
El terremoto de Mikawa de 1945 ocurrió frente a la prefectura de Aichi, Japón, a las 03:38 hora local del 13 de enero de 1945. Como ocurrió durante la Segunda Guerra Mundial, la información sobre el desastre fue censurada. Los esfuerzos por mantener el desastre en secreto obstaculizaron los esfuerzos de socorro y contribuyeron al elevado número de muertos.

## Terremoto
El epicentro del terremoto de Mikawa se produjo en alta mar, en la bahía de Mikawa, a una profundidad de once kilómetros. La ciudad de Tsu registró una magnitud de 6,8 en la escala de Richter; sin embargo, las zonas del sur de la prefectura de Aichi estaban más cerca del epicentro y sufrieron daños importantes.
El terremoto creó la falla de Fukozu, que lleva el nombre de la aldea en medio de la falla, en un área contigua al oeste de la línea principal de ferrocarril Tōkaidō entre Okazaki y Gamagōri, prefectura de Aichi. La distancia visible total de la falla es de poco más de 9 kilómetros, pero es de gran interés para los geólogos ya que tiene una curva en ángulo recto en su parte media, en lugar de ser recta o tener una curva suave. También es notable que el desplazamiento del terreno en la falla sea de hasta un metro en algunos lugares; sin embargo, la línea ferroviaria de Tōkaidō, aunque en algunos lugares sólo se encuentra a 150 metros de la línea de falla, no sufrió daños.

## Daños
Los más afectados fueron lo que ahora es el distrito de Hazu: la ciudad de Nishio, la ciudad de Kira, la ciudad de Anjō, la ciudad de Hekinan y la ciudad de Gamagōri. El número de muertos confirmado fue de 1.180, 1.126 desaparecidos y 3.866 heridos. Como el terremoto se produjo en mitad de la noche, y hacia el final de la guerra, cuando el suministro de combustible era muy bajo, sólo dos casas se perdieron por el incendio, pero 7.221 casas fueron destruidas y 16.555 sufrieron graves daños.

## Eventos anteriores
Se produjeron grandes terremotos similares en el mismo lugar en 1685 y 1686, y el gran terremoto de Tōnankai de 1944 también se produjo en la misma zona.